# Drosophila colmenares
Drosophila colmenares este o specie de muște din genul Drosophila, familia Drosophilidae, descrisă de Hunter în anul 1988.
Este endemică în Columbia. Conform Catalogue of Life specia Drosophila colmenares nu are subspecii cunoscute.